# Taula von Binimassó
Die Taula de Binimassó ist eine Megalithanlage in der Gemeinde Ferreries auf der Baleareninsel Menorca.

## Lage
Die Fundstätte befindet sich im Süden Menorcas nahe der ME-22 zwischen Ferreries und Cala Galdana gut sichtbar auf einem Acker. Der Weg ist nicht ausgeschildert, und es gibt keine Informationstafel.

## Beschreibung
Das Taula-Heiligtum war die religiöse Kultstätte einer prähistorischen Siedlung aus talayotischer und posttalayotischer Zeit. 25 m südwestlich steht der Talayot von Binicalsitx. 25 m nördlich befinden sich die Reste eines weiteren Talayots, der über einer Höhle errichtet wurde. Die Talayots von Calafi stehen etwa 350 m südöstlich. Die Häuser der Siedlung sind nicht erhalten geblieben.
Von der Taula, einem Bauwerk aus zwei in Form des Buchstaben „T“ übereinander gelegten bearbeiteten Monolithen, steht nur noch der tragende Stein. Er ist 2,65 m hoch, 2,00 bis 2,05 m breit und 0,47 bis 0,50 m dick. Die hufeisenförmige Umbauung der Taula ist noch in Resten vorhanden.

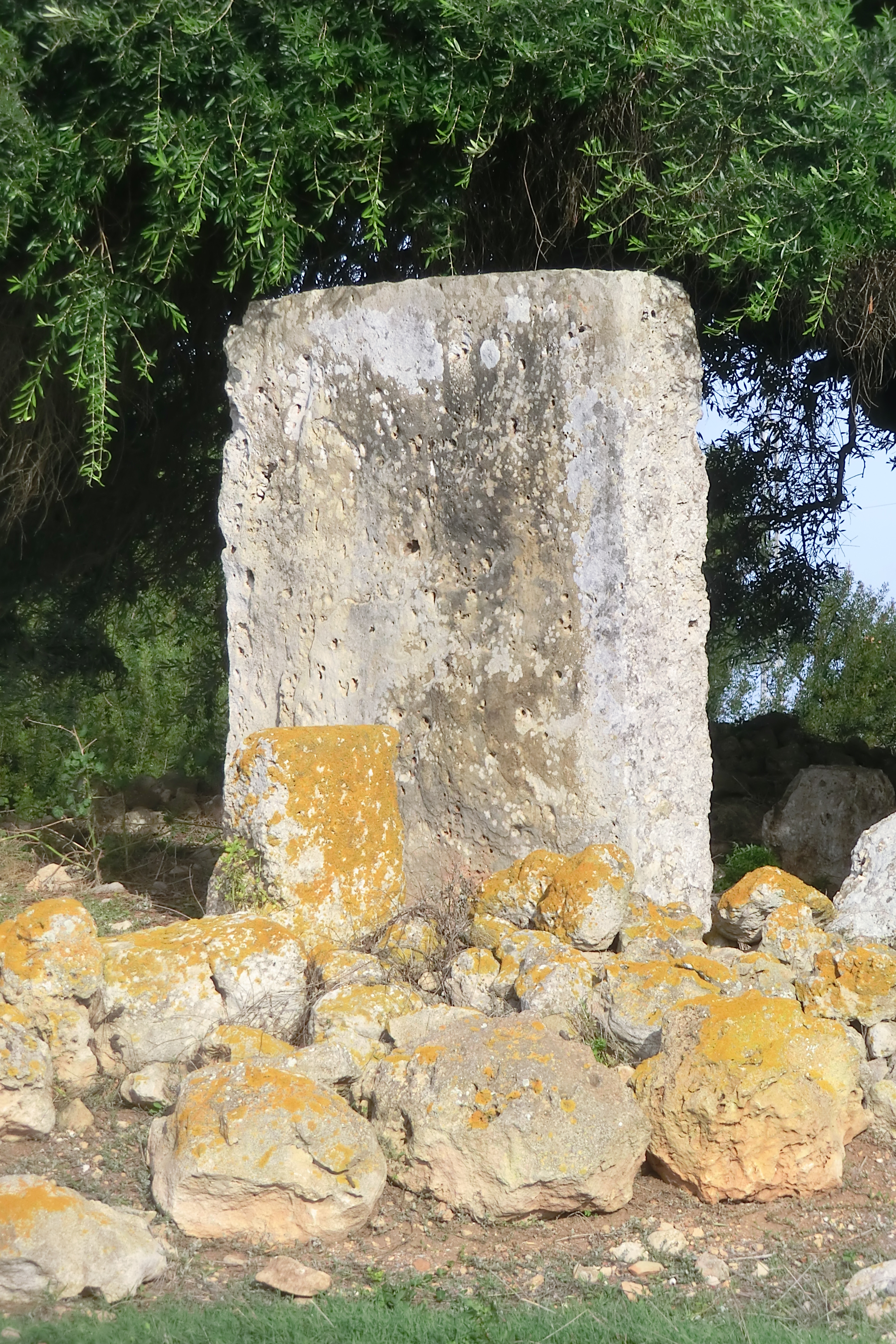
Der verbliebene tragende Stein der Taula
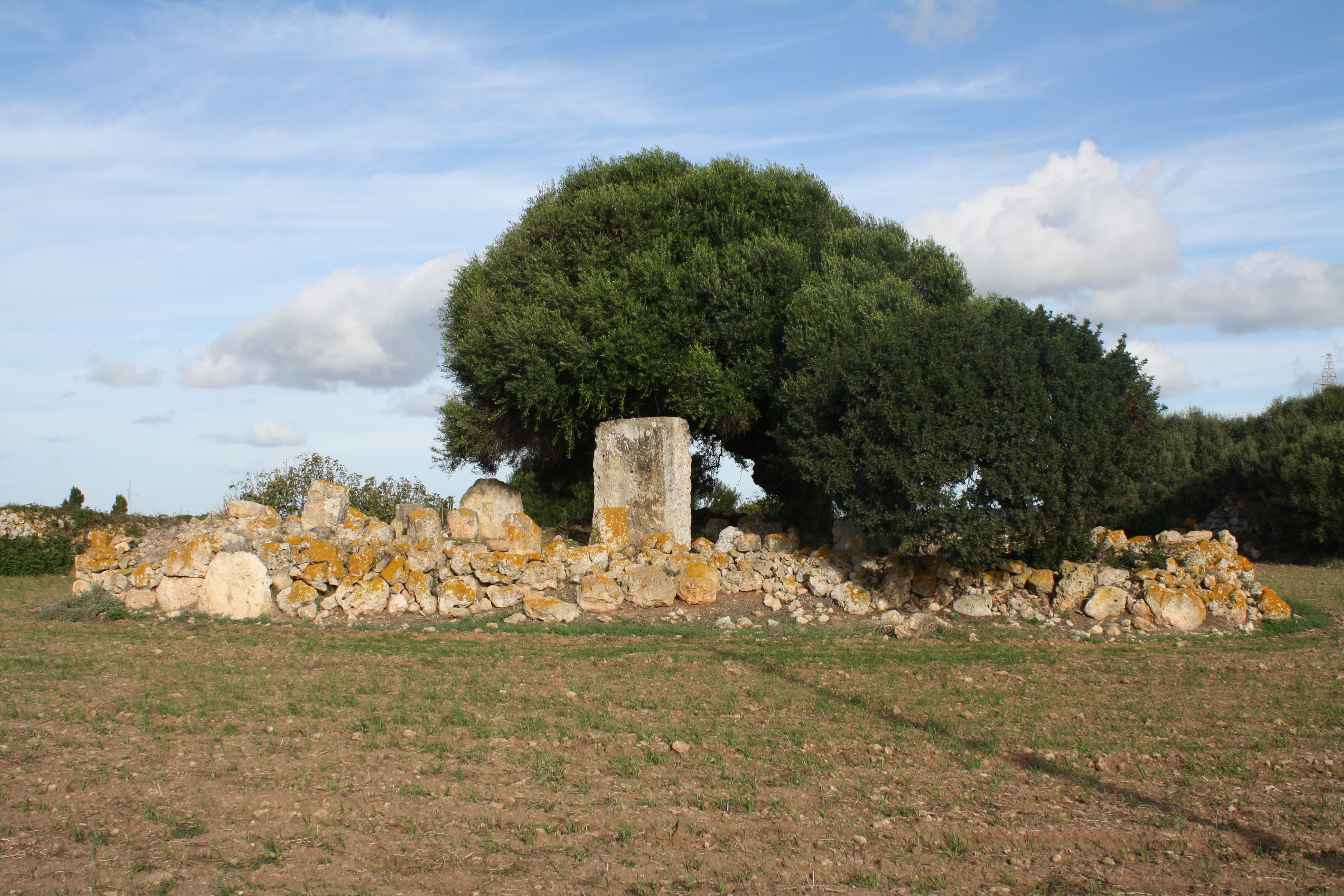
Der Bereich der Taula
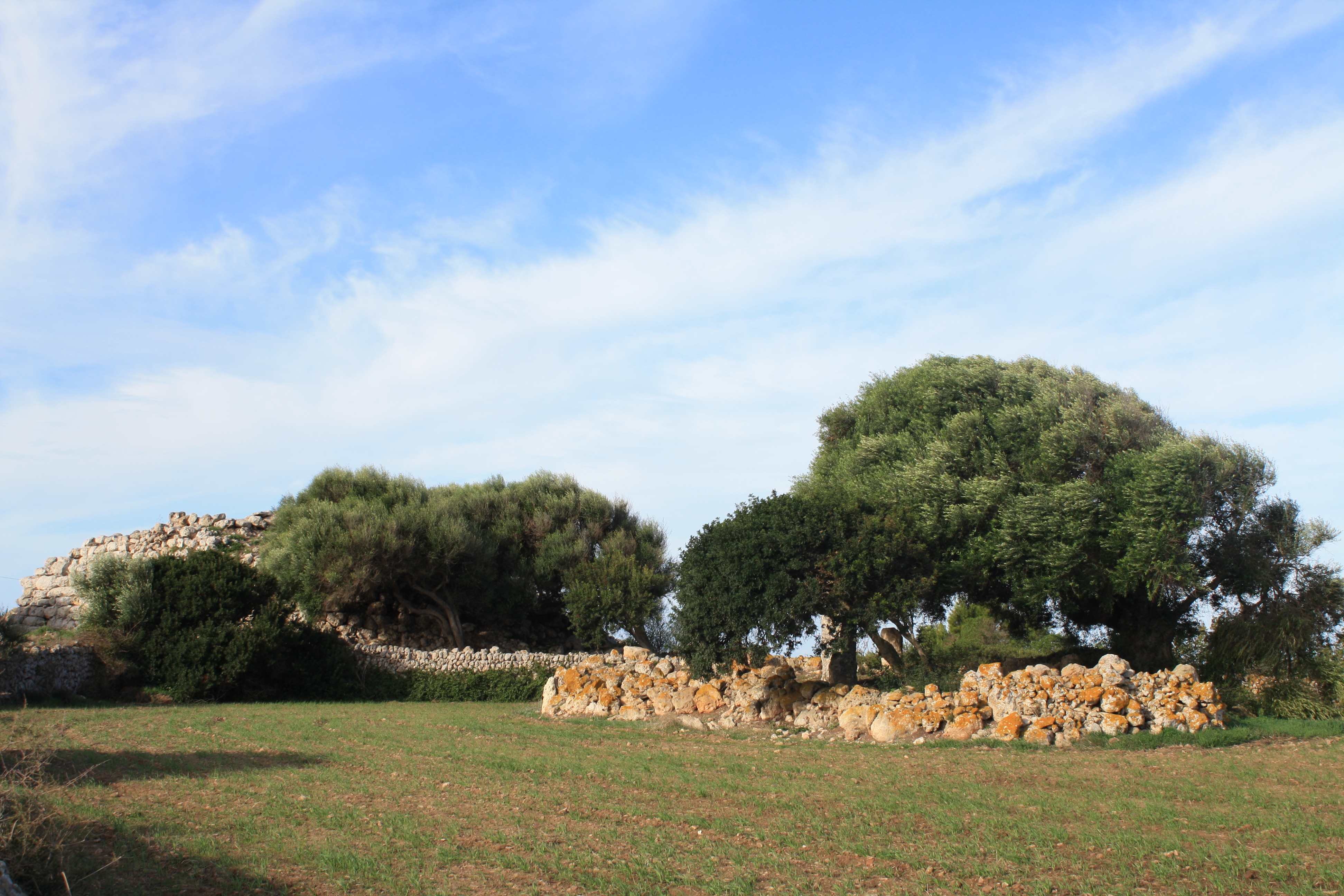
Die Taula von Binimassó (rechts) und der Talayot von Binicalsitx (im Hintergrund links)